# Александров, Евгений Владимирович (генерал-майор)
Евгений Владимирович Александров (1888—1953) — российский и советский военный инженер, генерал-майор Советской Армии, ветеран трёх войн.

## Биография
Евгений Владимирович Александров родился 25 ноября 1888 года. Начало Первой мировой войны встретил учащимся Николаевской инженерной академии. Не окончив учёбы, Александров добровольцем ушёл на фронт. После Октябрьской революции добровольно пошёл на службу в Рабоче-Крестьянскую Красную Армию. В 1918 году окончил Военно-инженерную академию РККА. Участвовал в Гражданской войне.
После окончания войны находился на преподавательской работе в Военно-инженерной академии РККА (ныне — Военный институт (инженерных войск) Общевойсковой академии Вооружённых Сил Российской Федерации). 17 февраля 1936 года Александрову было присвоено воинское звание бригинженера.
После создания кафедры тактики инженерных войск академии в марте 1942 года Александров был назначен её первым начальником. 27 января 1943 года ему было присвоено воинское звание генерал-майора инженерных войск. Защитил докторскую диссертацию, был утверждён в звании профессора. Являлся крупным специалистом в области инженерного обеспечения боевых действий и операций. В его научных работах рассматриваются боевая деятельность руководителей инженерных войск и инженерных подразделений дивизий и корпусов, методика проведения инженерной разведки вражеской обороны.
В послевоенное время Александров возглавлял кафедру истории военного искусства Военно-инженерной академии. Умер 22 октября 1953 года, похоронен на Донском кладбище Москвы.
Был награждён орденом Ленина, двумя орденами Красного Знамени, орденом Красной Звезды и рядом медалей.